# شعله‌ماهی
شعله‌ماهی (نام علمی: Apogon maculatus) نام یک گونه از سرده دهان‌لانه‌ماهی است.